# Ethel Lilian Voynich
Ethel Lilian Voynich, nascida Boole, (11 de maio de 1864, Condado de Cork, Irlanda — 27 de julho de 1960, Nova York) foi romancista e musicista, e apoiou diversas causas revolucionárias. Era filha do famoso matemático George Boole e casou-se com Wilfrid Michael Voynich, epônimo do  manuscrito Voynich.
Ethel é mais conhecida por seu romance The Gadfly, publicado originalmente em Junho de 1897 nos Estados Unidos e em Setembro do mesmo ano no Reino Unido, sobre as lutas do agente revolucionário Arthur Burton na Itália do Risorgimento. A obra tornou-se muito popular na União Soviética, sendo mesmo considerada ideologicamente útil e de leitura compulsória; por razões similares, fez imenso sucesso na República Popular da China. Na época da morte de Voynich, The Gadfly havia vendido cerca de 2.500.000 cópias somente na União Soviética.
Em 1955, o realizador soviético Aleksandr Fajntsimmer adaptou o romance para um filme homônimo (Ovod, em russo). O compositor Dmitri Shostakovich escreveu a banda sonora (ver The Gadfly Suite). O Romance, segmento desta composição, juntamente com alguns outros trechos, tornou-se desde então muito popular. O tema de Gadfly de Shostakovich foi usado até mesmo pela BBC TV nos anos 1980, na minissérie Reilly: Ace of Spies.